# 紀元前709年
紀元前709年（きげんぜん709ねん）は、西暦（ローマ暦）による年。紀元前1世紀の共和政ローマ末期以降の古代ローマにおいては、ローマ建国紀元45年として知られていた。紀年法として西暦（キリスト紀元）がヨーロッパで広く普及した中世時代初期以降、この年は紀元前709年と表記されるのが一般的となった。

## 他の紀年法
- 干支 : 壬申
- 中国
  - 周 - 桓王11年
  - 魯 - 桓公3年
  - 斉 - 釐公22年
  - 晋 - 小子侯元年
  - 秦 - 寧公7年
  - 楚 - 武王32年
  - 宋 - 荘公2年
  - 衛 - 宣公10年
  - 陳 - 桓公36年
  - 蔡 - 桓侯6年
  - 曹 - 桓公48年
  - 鄭 - 荘公35年
  - 燕 - 宣侯2年
- 朝鮮
  - 檀紀1625年
- ユダヤ暦 : 3052年 - 3053年

## できごと

### 中国
- 曲沃の武侯が翼を攻撃し、晋の哀侯を捕らえた。
- 斉の釐公と魯の桓公が嬴で会合した。
- 斉の釐公と衛の宣公が蒲で約言した。
- 魯の桓公と杞の武公が郕で会合した。
- 魯の桓公が斉から文姜を妻に迎えた。
- 芮伯万が母の芮姜に追放され、魏に入った。